# Сион
Гора Сио́н (ивр. הר צִיּוֹן‎, хар Цийон; араб. جبل صهيون‎, джабаль Сахьюн) — южная часть западного холма Иерусалима, находящаяся вне стен Старого города. Высота над уровнем моря — 765 метров.
Во времена царя Давида Сионом назывался восточный холм Иерусалима (нижний город или город Давида), затем это название распространилось и на близлежащий холм Офель. Позже, до I века н. э., горой Сион называли Храмовую гору.
Этимология названия Сион неясна — возможно, «цитадель», «укрепление на холме» или «сухое место». Еврейская традиция, начиная с древних пророков (VII—VI век до н. э.), рассматривала Сион в качестве символа Иерусалима и всей Земли обетованной для возвращения на родину из вавилонского пленения (VI век до н. э.) и из диаспоры (после 70 года н. э.). При этом при возвращении из вавилонского пленения пророк Иеремия призывал еврейский народ поставить путевые знаки (ивр. צִיּוּן‎ — цийун).

## Описание
С севера гора Сион ограничена южной стеной Старого города с Сионскими воротами, с востока — долиной Тиропеон или Центральной долиной (проходит с севера на юг от Дамасских ворот через Мусорные ворота до южного конца Кедронской долины), с юга и запада — долиной Гиннома. На горе Сион находятся:
- Сионская горница — второй этаж здания, построенного на месте, где, по преданию, совершилась Тайная вечеря и произошло сошествие Святого Духа на апостолов. На первом этаже здания находится действующая синагога с гробницей царя Давида.
- Храм Успения Пресвятой Богородицы — католический храм, находящийся на месте, где, по преданию, произошло Успение Божией Матери.
- Монастырь Спасителя — армянский монастырь, находящийся на месте, на котором, согласно ранневизантийскому преданию, возможно, находился дом первосвященника Каиафы[11].

Эти три места находятся в непосредственной близости друг от друга на вершине горы Сион.
- Церковь Святого Петра в Галликанту — католический храм, находящийся на месте, где, по средневековому преданию, апостол Пётр оплакивал своё отречение от Иисуса Христа, а согласно современной католической традиции находился дом Каиафы. Расположен на восточном склоне горы Сион[12].

## История и смена именований
Первоначально, во времена царя Давида (X век до н. э.), Сионом называли восточный холм Иерусалима (древнейшие поселение в Иерусалиме), который, согласно второй книге Царств находился во власти иевусеев, построивших на нём крепость под названием Сион (2Цар. 5:6—9). После взятия крепости царём Давидом Сион получил ещё одно название — Ир-Давид (город Давида; 2Цар. 5:7, 3Цар. 8:1). В скалах Сиона были гробницы Давида (3Цар. 2:10) и других царей (Соломона и его потомков).
Позднее название Сион стало включать и холм Офель, южнее Храмовой горы (Мих. 4:8; ср. Ис. 32:14), а иногда и Храмовую гору (Иоил. 3:17—21). В эпоху Хасмонеев (II—I века до н. э.) горой Сион стали однозначно называть Храмовую гору (1Макк. 4:37).
Согласно историку Иосифу Флавию, из трёх стен, окружавщих Иерусалим, стена, включавшая Офель и Храмовую гору, была древнейшей.
Около I века н. э., возможно после разрушения Иерусалимского храма, горой Сион стали называть западный холм Иерусалима. В настоящее время горой Сион называют южную часть западного холма, ограниченную с севера южной стеной Старого города.
Византийцы и крестоносцы считали, что город Давида (древний Сион) находился на западном холме, и, следовательно, на нём был погребён царь Давид. Письменные свидетельства о нахождении гробницы Давида на горе Сион начинаются с X века н. э. в арабских источниках. Гробница представляет собой каменный саркофаг (возможно, кенотаф) и находится на первом этаже здания, в котором второй этаж занимает помещение, называемое Сионской горницей.

## Понимание Сиона в Библии
В Библии Сионом территориально именовался или город Давида, или Храмовая гора с холмом Офель. Также Сион называли «горою святою», «жилищем и домом Божиим», «царственным городом Божиим». В переносном смысле он обозначал Иерусалим, колено Иудино и царство Иудейское, всю Иудею и весь народ иудейский. Пророки именем Сион часто называют царство Божие во всей его полноте, на земле и на небе, до окончательного совершения всего в вечности. Наконец, в прообразовательном смысле Сион представляется как место жительства Божия на небесах, как место высочайшего откровения славы Его. Оттуда приходит спасение Израилю (Пс. 13:7; 52:7), оттуда является Бог во славе Своей (Пс. 49:2—4); туда придут искуплённые Господа, и радость вечности на главе их (Ис. 35:10). Метафора «дщерь Сиона» (в Септуагинте др.-греч. θυγάτηρ Σιων, в Вульгате лат. filia Sion) относится чаще всего к Иерусалиму.

## Сион в иудаизме

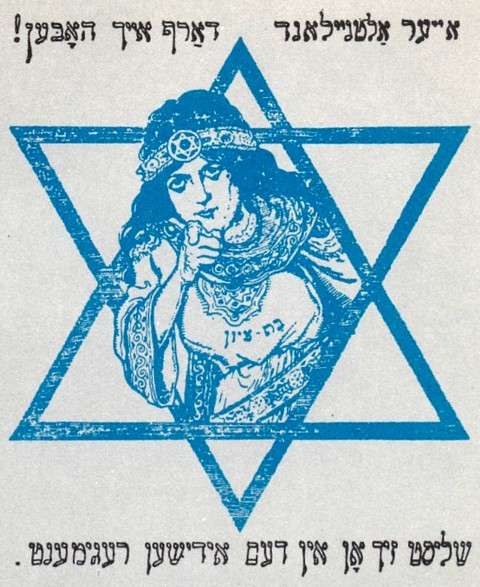
Вербовочный плакат Еврейского легиона. Дочь Сиона (на идише): «Ты нужен своей Старой Новой Земле! Вступай в еврейский полк!»

Образ Сиона с древних пор вдохновлял поэтов (в библейские времена — пророков, для которых «дщерь Сиона» олицетворяла население Иерусалима или всей Иудеи). Знамениты «Сиониды» Иехуды Галеви.

### Сионизм
Как основной символ древней родины Израиля слово «Сион» породило понятие сионизм и вошло в названия ряда еврейских организаций.
Сиону посвящены многие поэтические произведения новой литературы на иврите, в том числе стихотворение Н. Г. Имбера «Ха-Тиква», ставшее гимном Государства Израиль.

## Сион в христианстве

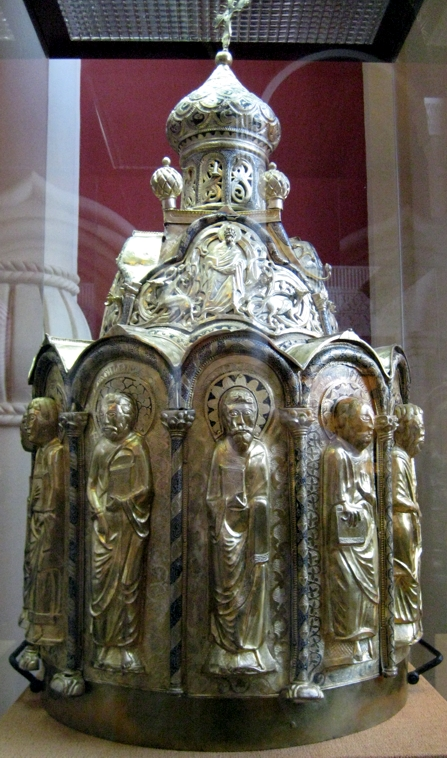
Большой Сион Московского Успенского собора (1486 год)

Сионом также называется предмет церковной утвари — хранилище Святых Даров (дарохранительница), повторяющее в миниатюре архитектурный облик Храма.

## Сион в культуре и кинематографии
На горе Сион похоронен Оскар Шиндлер, человек, спасший около 1200 евреев во время Второй мировой войны

### Сион (Зион) в трилогии «Матрица»
В кинотрилогии «Матрица» Сионом называется последний человеческий город, уцелевший в условиях войны против армии машин. Прослеживается прямая аналогия с библейским Сионом: место спасения людей, их последний оплот. Этимология слова также раскрывается в «Матрице»: город сильно укреплён, является защитной цитаделью.

### Сион в музыке
- Музыкальная композиция Feeble Are You — Sons of Sion норвежской DSBM-группы Silencer.
- Музыкальная композиция Sleeping Awake группы P.O.D.
- Музыкальная композиция Zion немецкой электронной группы Tangerine Dream
- Коль славен наш Господь в Сионе — гимн, написанный весной 1794 года композитором Дмитрием Бортнянским на стихи Михаила Хераскова. Широко использовался как неофициальный гимн Российской империи с конца XVIII века.